# Combiné masculin d'escalade aux Jeux olympiques d'été de 2024
Cet article traite de l'épreuve masculine. Pour la compétition féminine, voir Combiné féminin d'escalade aux Jeux olympiques d'été de 2024.
Navigation
Tokyo 2020 Los Angeles 2028
L'épreuve du combiné masculin d'escalade aux Jeux olympiques d'été de 2024 se déroule du 5 au 9 août 2024, au Bourget, au nord de Paris, en France.

## Médaillés
| Or                 | Argent              | Bronze               |
| Toby Roberts (GBR) | Sorato Anraku (JPN) | Jakob Schubert (AUT) |

## Lieu de la compétition
L'escalade de déroule sur le site d'escalade du Bourget, construit à l'occasion des Jeux dans l'enceinte du Parc des expositions de Paris-Le Bourget, installation inaugurée en 1982 et située dans le département de Seine-Saint-Denis, au nord-est de la ville de Paris.

## Format de compétition
Le combiné, comme son nom l'indique, combine deux disciplines de l'escalade : 
- le bloc : il consiste à escalader des structures de 4,5 m de hauteur dans un temps contraint et avec le moins de tentatives possibles. Il y a quatre parcours différents[2].
- la difficulté : les athlètes ont un seul essai pour grimper un mur de 15 m, en six minutes maximum, sans connaître la voie en avance et sans voir leurs concurrents y évoluer. Les parcours sont de plus en plus complexes et exigeants au fil de la compétition[2]. Pour le classement, on prend en compte la prise atteinte, puis, en cas d'égalité, le temps.

Un nouveau système de notation a été mis en place à la suite de la création de l'épreuve de la vitesse et de sa séparation du combiné : 
- Un athlète peut gagner au maximum 200 points : 100 en bloc, 100 en difficulté.
- Pour le bloc, chacun des 4 passages peut rapporter jusqu'à 25 points : les athlètes en remportent 5 s'ils atteignent la première zone, 10 pour la seconde et 25 pour le sommet. Un dixième de point (0,1) est déduit pour chaque tentative avortée d'atteindre le sommet.
- En difficulté, le concurrent qui atteint le sommet d'un itinéraire remporte 100 points. Un athlète reçoit des points pour les 40 derniers mouvements d'un parcours : en partant du sommet, les 10 derniers mouvements rapportent 4 points chacun, les 10 mouvements précédents en rapportent 3 chacun, les 10 mouvements précédents en rapportent 2 chacun et les 10 mouvements précédents en rapportent 1 point chacun.

## Calendrier
| Date            | Horaire | Manche                      |
| --------------- | ------- | --------------------------- |
| Lundi 5 août    | 10 h 00 | Demi-finale (bloc)          |
| Mercredi 7 août | 10 h 00 | Demi-finale (difficulté)    |
| Vendredi 9 août | 10 h 00 | Finale (bloc et difficulté) |

## Résultats détaillés
Les 8 meilleurs de la demi-finale se qualifient pour la finale (Q).
| Rang | Athlète                | Pays            | Bloc     | Bloc     | Bloc     | Bloc     | Bloc   | Points de la difficulté | Total de points | Notes |
| Rang | Athlète                | Pays            | Passages | Passages | Passages | Passages | Points | Points de la difficulté | Total de points | Notes |
| Rang | Athlète                | Pays            | 1er      | 2e       | 3e       | 4e       | Points | Points de la difficulté | Total de points | Notes |
| ---- | ---------------------- | --------------- | -------- | -------- | -------- | -------- | ------ | ----------------------- | --------------- | ----- |
| 1    | Sorato Anraku          | Japon           | 24,9     | 25,0     | 9,5      | 9,6      | 69,0   | 68,0                    | 137,0           | Q     |
| 2    | Toby Roberts           | Grande-Bretagne | 9,8      | 9,7      | 9,9      | 24,7     | 54,1   | 68,1                    | 122,2           | Q     |
| 3    | Adam Ondra             | Tchéquie        | 9,6      | 9,6      | 4,7      | 24,8     | 48,7   | 68,1                    | 116,8           | Q     |
| 4    | Alberto Ginés López    | Espagne         | 9,9      | 9,7      | 4,1      | 5,0      | 28,7   | 72,0                    | 100,7           | Q     |
| 5    | Jakob Schubert         | Autriche        | 24,9     | 9,9      | 5,0      | 4,9      | 44,7   | 54,1                    | 98,8            | Q     |
| 6    | Paul Jenft             | France          | 4,9      | 9,9      | 9,8      | 9,5      | 34,1   | 57,0                    | 91,1            | Q     |
| 7    | Colin Duffy            | États-Unis      | 10,0     | 9,9      | 9,1      | 4,8      | 33,8   | 54,1                    | 87,9            | Q     |
| 8    | Hamish McArthur        | Grande-Bretagne | 9,9      | 10,0     | 9,3      | 5,0      | 34,2   | 45,1                    | 79,3            | Q     |
| 9    | Yannick Flohé          | Allemagne       | 10,0     | 10,0     | 4,9      | 4,8      | 29,7   | 39,1                    | 68,8            |       |
| 10   | Tomoa Narasaki         | Japon           | 9,8      | 10,0     | 9,8      | 24,8     | 54,4   | 12,1                    | 66,5            |       |
| 11   | Sam Avezou             | France          | 10,0     | 10,0     | 4,8      | 24,4     | 49,2   | 12,1                    | 61,3            |       |
| 12   | Pan Yufei              | Chine           | 4,9      | 9,6      | 5,0      | 9,5      | 29,0   | 30,1                    | 59,1            |       |
| 13   | Alexander Megos        | Allemagne       | 5,0      | 9,7      | 5,0      | 5,0      | 24,7   | 24,0                    | 48,7            |       |
| 14   | Hannes Van Duysen      | Belgique        | 10,0     | 9,8      | 4,8      | 9,7      | 34,3   | 12,0                    | 46,3            |       |
| 15   | Lee Do-hyun            | Corée du Sud    | 9,6      | 9,9      | 9,5      | 5,0      | 34,0   | 12,0                    | 46,0            |       |
| 16   | Luka Potočar           | Slovénie        | 0,0      | 9,6      | 5,0      | 5,0      | 19,6   | 24,0                    | 43,6            |       |
| 17   | Sascha Lehmann         | Suisse          | 4,5      | 5,0      | 9,5      | 5,0      | 24,0   | 12,1                    | 36,1            |       |
| 18   | Jesse Grupper          | États-Unis      | 0,0      | 9,6      | 4,5      | 4,8      | 18,9   | 12,0                    | 30,9            |       |
| 19   | Campbell Harrison      | Australie       | 0,0      | 4,4      | 0,0      | 5,0      | 9,4    | 14,0                    | 23,4            |       |
| 20   | Mel Janse van Rensburg | Afrique du Sud  | 0,0      | 0,0      | 4,7      | 4,7      | 9,4    | 7,1                     | 16,5            |       |

| Rang                                | Athlète             | Pays            | Bloc     | Bloc     | Bloc     | Bloc     | Bloc   | Points de la difficulté | Total de points |
| Rang                                | Athlète             | Pays            | Passages | Passages | Passages | Passages | Points | Points de la difficulté | Total de points |
| Rang                                | Athlète             | Pays            | 1er      | 2e       | 3e       | 4e       | Points | Points de la difficulté | Total de points |
| ----------------------------------- | ------------------- | --------------- | -------- | -------- | -------- | -------- | ------ | ----------------------- | --------------- |
| Médaille d'or, Jeux olympiques      | Toby Roberts        | Grande-Bretagne | 24,4     | 9,0      | 24,8     | 4,9      | 63,1   | 92,1                    | 155,2           |
| Médaille d'argent, Jeux olympiques  | Sorato Anraku       | Japon           | 25,0     | 24,6     | 9,9      | 9,8      | 69,3   | 76,1                    | 145,4           |
| Médaille de bronze, Jeux olympiques | Jakob Schubert      | Autriche        | 24,7     | 9,3      | 0,0      | 9,6      | 43,6   | 96,0                    | 139,6           |
| 4                                   | Colin Duffy         | États-Unis      | 24,4     | 9,6      | 9,8      | 24,5     | 68,3   | 68,1                    | 136,4           |
| 5                                   | Hamish McArthur     | Grande-Bretagne | 24,8     | 9,8      | 9,9      | 9,4      | 53,9   | 72,0                    | 125,9           |
| 6                                   | Adam Ondra          | Tchéquie        | 9,5      | 9,8      | 0,0      | 4,8      | 24,1   | 96,0                    | 120,1           |
| 7                                   | Alberto Ginés López | Espagne         | 0,0      | 4,7      | 9,8      | 9,6      | 24,1   | 92,1                    | 116,2           |
| 8                                   | Paul Jenft          | France          | 4,9      | 9,7      | 0,0      | 9,8      | 24,4   | 54,0                    | 78,4            |